# Formula SAE

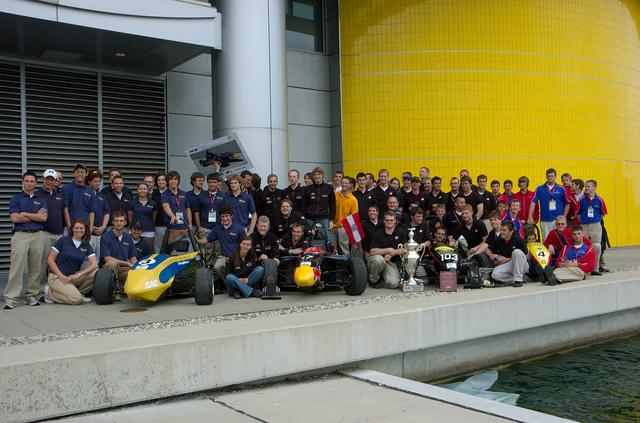
Фіналісти конкурсу проектів «Формула SAE» 2007 року. Зліва-направо студентські команди: Мічиганського університету, Технічного університету Граца (Австрія), Університету Вісконсин-Медісон та Канзаського університету. На фото відсутня команда Пенсильванського університету

Formula SAE — це студентські інженерні змагання, організовані Співтовариством Автомобільних Інженерів (англ. Society of Automotive Engineers, SAE International). Перші змагання відбулися в 1978 році і спочатку називалися SAE Mini Indy.

## Загальне поняття
За задумом змагань команда студентів є інженерною групою, яка має розробити, побудувати, випробувати прототип автомобіля формульного класу для ринку непрофесійних гоночних автомобілів. Випробуванням для команд є саме конструювання боліда, який зможе успішно пройти всі дисципліни на змаганнях. Автомобіль повинен бути сконструйований і виготовлений згідно зі спеціальними правилами (регламентом), мета яких забезпечити безпеку на треку (гоночні машини управляються студентами), а також допомогти знайти рішення проблем, що виникають під час виготовлення.
Переможця змагання обирають за загальною кількістю балів, набраних за наступні дисципліни:
| Презентація бізнес-плану | 75   |
| Дизайн-презентація       | 150  |
| Економічна презентація   | 100  |
| Розгін                   | 75   |
| Тест на керованість      | 50   |
| Автокрос                 | 150  |
| Паливна економічність    | 100  |
| Гонка на витривалість    | 300  |
| Загальна кількість балів | 1000 |

Також кожна команда має шанс отримати нагороди від різних спонсорів змагання за найкраще інженерне рішення. Наприклад, використання палива E-85, інноваційної електроніки, аналітичного підходу до проектування боліда і загальних динамічних характеристик.
Обов'язковою умовою допуску автомобіля до участі в динамічних дисциплінах є технічна інспекція, де відбувається перевірка автомобіля на відповідність вимогам регламенту та вимогам безпеки.

### Технічна інспекція
1. Технічний огляд (Scrutineering) — Перевірка суддями автомобіля, додаткового обладнання та екіпіровки водіїв.
2. Тест на похилому столі — Перевірка автомобіля з метою визначення витоків палива та експлуатаційних рідин (при нахилі автомобіля вбік на 45 градусів) і перевірка його стійкості проти поперечного перекидання (при нахилі на 60 градусів).
3. Тест рівнів шуму — Перевірка рівнів зовнішнього шуму автомобіля.
4. Тест ефективності гальмування та стійкості транспортного засобу у процесі гальмування — Перевірка гальмівної системи автомобіля, у процесі якої необхідно довести, що гальмівна систем здатна заблокувати всі чотири колеса при збереженні прямолінійного руху автомобіля.

### Динамічні дисципліни
Автомобіль допускається до динамічних випробувань, якщо він пройшов технічну інспекцію.
1. Змагання на прискорення (Acceleration). Серія заїздів на прискорення з місця на дистанцію 75 метрів. Бали нараховуються за спеціальною формулою згідно з Регламентом залежно від величини відставання від найкращого результату змагань.
2. Змагання на маневреність (Skid-Pad). Серія заїздів на маневреність, в якій перевіряється можливість автомобіля рухатися з бічним перевантаженням. Заїзди на трасі типу «Вісімка». Бали нараховуються за спеціальною формулою згідно з Регламентом залежно від величини відставання від найкращого результату змагань.
3. Змагання на точність управління (Autocross; на змаганнях в Англії — Sprint). Заїзд у два кола на час по замкнутій трасі завдовжки близько 800 м з набору регламентованих елементів. Бали нараховуються за спеціальною формулою згідно з Регламентом залежно від величини відставання від найкращого результату змагань.
4. Гонка на витривалість (Endurance). Гонка з роздільним стартом довжиною 22 км по замкнутій трасі з обов'язковою зміною пілота в середині гонки. Бали нараховуються за спеціальною формулою згідно з Регламентом залежно від величини відставання від найкращого результату змагань.

Формула SAE охоплює всі аспекти бізнесу, включаючи дослідження, проектування, виробництво, випробування, розробку, маркетинг, управління та збір коштів.
Крупні компанії, такі як General Motors, Ford, Chrysler співпрацюють більш ніж з 1000 студентами-інженерами, які в свою чергу доводять, що команда чисельністю від двох до 30 осіб здатна самостійно спроектувати і побудувати працездатний автомобіль
Суддями технічної інспекції нерідко виступають такі видатні інженери та консультанти гоночної індустрії, як Керролл Сміт, Білл Мітчелл, Дуг Міллікен, Клод Роуел, Джек Олд Джон Ле Плант, Рон Таранак, і Брайан Кубала.

### Розширення країн-учасників
На сьогоднішній день кількість країн, де проходять етапи змагань Формула SAE значно збільшилася. Так, наприклад, у Великій Британії проводиться одне з найкрупніших змагань в Європі під назвою «Formula Student». Популярний також австралійський етап «Formula SAE Australasia» (Formula SAE-A). Починаючи з 2012 року в Небрасці проводиться змагання «Формула SAE Lincoln», раніше в Каліфорнії проводилися аналогічні змагання «Fromula SAE West(USA)». Асоціація німецьких інженерів (Verein Deutscher Ingenieure, VDI) організовує етап «Formula Student Germany», на трасі Хоккенхаймринг.
У 2007 році серія студентських інженерних змагань поповнилася ще на один проект. Це Формула «Гібрид», аналог формули студент, але з гібридною силовою установкою.
7 жовтня 2015 в Національному технічному університеті України «Київський політехнічний інститут імені Ігоря Сікорського» було презентовано студентський конкурс «Формула студент КПІ» класу «Formula SAE». 

## Загальні правила

### Студентські змагання
У регламенті Формули SAE відносно небагато обмежень. Команда повинна складатися виключно із студентів (включаючи гонщиків), які готові вкласти в проект вільний час, досвід, навички, оскільки проект є некомерційним, то відповідно правила містять менше обмежень ніж інші прибуткові проекти.
Студенти мають право отримувати поради та критику від професійних інженерів і викладачів, але всі конструкції автомобіля повинні бути зроблені студентами самостійно. Студенти також несуть відповідальність за збір коштів, хоча більшість успішних команд засновані на навчальних програмах, бюджет яких спонсорується університетом.
Крім того, система нарахування балів побудована таким чином, що оригінальна конструкція автомобіля може привести до успіху. Це забезпечує величезну різноманітність автомобілів на змаганні, що є великою рідкістю в світі автоспорту.

### Двигун
Двигун для автомобіля повинен бути поршневим з чотиритактним тепловим циклом з робочим об'ємом, що не перевищує 610 кубічних сантиметрів на цикл. Рестриктор круглого поперечного перерізу має бути встановлений нижче по потоку від дросельної заслінки перед будь-яким компресором, що не перевищує 20 мм для бензинових двигунів або 19 мм для двигунів на етаноловом паливі. Рестриктор зберігає рівень потужності нижче 100 к.с. в переважній більшості автомобілів FSAE. Найчастіше, використовують двигуни з чотирма циліндрами 600cc, від спортивних мотоциклів в основному через їх доступність. Однак є безліч команд, які віддають перевагу двигунам V-Twin і одноциліндрові двигуни, через їх вагу, економію та переваг. Також командам дозволено будувати двигуни самостійно, хоча ця можливість використовується дуже рідко.

### Підвіска
Особливих обмежень щодо підвіски немає. Головне, щоб вона відповідала правилам техніки безпеки. Більшість команд вибирають незалежну підвіску, з використовуванням подвійних поперечних важелів. Також допускається активна підвіска.

### Аеродинаміка
Більшість команд не застосовують аеродинамічні пакети. Швидкість в FSAE рідко перевищує 60 миль/год (97 км/год), і суддівство, як правило, засуджує аеродинамічні деталі. Вони повинні проходити тести в аеродинамічній трубі або обчислювальний аналіз. Перевага добре розвиненого аеродинамічного пакету очевидна; залежно від швидкості іноді навіть повільний автомобіль з хорошою аеродинамікою іноді знімає кілька секунд з кола, ніж будь-який інший швидкий автомобіль без аеродинамічних елементів. Але, у вітряні дні, в смузі гальмування, або особливо у випадках економії палива, автомобілі з аеродинамічними деталями можуть значно поступатися автомобілям, що їх не мають.

### Вага
Правил на обмеження ваги немає. Зазвичай вага середньостатистичний машини FSAE становить менше ніж 500 фунтів (230 кг). Тим не менш, командам рекомендується прийняти стратегію економії ваги, наприклад, використання композитних матеріалів, складніших і дорожчих способів обробки та швидкого прототипування. У 2009 році значимість пункту економії палива була збільшена від 50 до 100 балів з 400 балів за витривалість. Ця зміна відзначено тенденцією скорочення ваги і збільшенням економію палива. Зараз деякі топові команди віддають перевагу чотирьох, одно- або двох-циліндровим двигунам, які споживають менше енергії і дозволяють машині стати легше приблизно на 75 фунтів (34 кг) і більше, а також забезпечують значну економію палива. Легкий одноциліндровий автомобіль в гонці на витривалість (Endurance) може програти за часом чотирициліндровим машинам, проте він може повернути втрачені бали за рахунок балів за економію палива.
Приклад: На Formula SAE West 2009 в гонці на витривалість третім фінішував автомобіль з чотирма циліндрами Рочестерського технологічного університету, який закінчив дистанцію за 22 хвилини 45 секунд, в той час як четверте місце зайняв одноциліндровий автомобіль Університету штату Орегон, поступившись третьому місцю 2 секунди (22 хвилини 47 секунди). В результаті команда з Рочестера за гонку отримала 290,6 очок з 300 можливих, команда з Орегона 289,2 очок. Проте одноциліндровий автомобіль протягом всієї гонки використовував найменшу кількість палива в порівнянні з будь-яким автомобілем подібного класу — 0,671 галон США (2,54 л), тобто 20,3 миль на галон США (0,116 л / км) і отримав повні 100 очок за енергетичну ефективність, в той час як чотирициліндровий автомобіль з Рочестера використовував 1.163 галонів США (4,40 л), тобто 11.75 миль на галон США (0,2002 л / км) і отримав всього лише 23,9 бала. У загальному заліку Університет з Рочестера обігнав Орегонський університет, але відрив невеликий: всього 8,9 очок.

### Безпека
Більшість правил Формули SAE створені для безпеки змагання. В автомобілі повинна бути рама призначеної товщини і сплаву, незалежно від складу іншої частини шасі, на носі повинен бути протестований аттенюатор. В автомобілі також повинні бути два гідравлічних гальмівних контури, ремені безпеки, розташування водія в кабіні повинне відповідати геометричному шаблону. Щоб ще більше упевнитися в безпеці автомобіля, влаштовують спеціальну перевірку (Tilt-тест або тест на похилому столі), де машину нахиляють на 45 і 60 градусів і стежать за тим, щоб на поворотах не стався витік палива або інших рідин.

## Історія
Перше змагання, схоже на сучасну Формулу SAE, було проведено в 1978 році на базі університету Х'юстона і називалося SAE Mini Indy. Ініціатором створення та проведення виступив доктор Курт МаркМаршек. Ідея прийшла до нього після прочитання статті в журналі Popular Mechanics, в якій розповідалося про автомобіль зроблений з дерева. Багато підтримали пропозицію Маршека, і наступного року пройшли перші офіційні змагання. За основу змагань взяли вже відомі змагання Міні Баха. Студенти повинні були спроектувати і побудувати невеликий автомобіль класу «Інді-стиль», що має такий же запас двигуна як і в статті з Popular Mechanics. У перший рік 11 університетів виявили бажання взяти участь (з 13 зареєстрованих). Переможцем дебютного змагання став Університет Техасу в Ель-Пасо.
Здавалося, що проекту відкриті двері в майбутнє, проте коли доктор Вільям Шептон торкнувся розмови про проведення подібного змагання в 1980 році, його ніхто не підтримав. Тоді троє студентів з Техаського Університету в Остіні запропонували доктору Рону Метьюсу організувати аналогічні змагання, але з більш вільним регламентом. У новому регламенті вони звели вимоги до двигуна на мінімум — по суті, необхідна була тільки обмежувальна шайба (рестриктор) діаметром 25,4 мм на впуску. Ця пропозиція була відправлена в Департамент Освіти SAE і тим самим дала початок проекту Формула SAE.
У 1984 році змагання проводилось на базі Техаського університету в Остіні, в 1985 році його організував Університет штату Техас в Арлінгтоні. Там д-р Роберт Вудс на чолі зі студентським комітетом SAE трохи змінив концепцію змагання. Тепер від студентів вимагалося спроектувати, побудувати чисто гоночний автомобіль для обмеженого серійного виробництва.
У 1992 році три провідні компанії такі як General Motors, Ford Motor Co. і Chrysler Corp. сформували консорціум для запуску Formula SAE.
У 2008 році, після проведення змагання консорціум припинив своє існування. В даний час захід фінансуються SAE через спонсорство компанії і від плати команд за участь у змаганнях.